# Turgenia
Turgenia là chi thực vật có hoa trong họ Apiaceae.